# Primera División de Chile 1989
Primera División de Chile 1989 var den chilenska högstaligan i fotboll för herrar för säsongen 1988, som slutade med att Colo-Colo vann för sextonde gången.

## Kvalificering för internationella turneringar
- Copa Libertadores 1990
  - Vinnaren av Primera División: Colo-Colo
  - Vinnaren av Liguilla Pre-Libertadores: Universidad Católica

## Sluttabell
| Plac. | Lag                  | S  | V  | O  | F  | GM | IM | MSK | Poäng |
| ----- | -------------------- | -- | -- | -- | -- | -- | -- | --- | ----- |
| 1     | Colo-Colo            | 30 | 20 | 5  | 5  | 60 | 28 | 32  | 45    |
| 2     | Universidad Católica | 30 | 17 | 8  | 5  | 59 | 22 | 37  | 42    |
| 3     | Cobreloa             | 30 | 16 | 7  | 7  | 52 | 27 | 25  | 39    |
| 4     | Cobresal             | 30 | 13 | 10 | 7  | 50 | 31 | 19  | 36    |
| 5     | Deportes La Serena   | 30 | 10 | 14 | 6  | 39 | 27 | 12  | 34    |
| 6     | O'Higgins            | 30 | 9  | 13 | 8  | 37 | 29 | 8   | 31    |
| 7     | Deportes Concepción  | 30 | 9  | 13 | 8  | 21 | 25 | -4  | 31    |
| 8     | Unión Española       | 30 | 9  | 12 | 9  | 45 | 45 | 0   | 30    |
| 9     | Naval                | 30 | 8  | 12 | 10 | 31 | 39 | -8  | 28    |
| 10    | Huachipato           | 30 | 9  | 10 | 11 | 25 | 37 | -12 | 28    |
| 11    | Everton              | 30 | 9  | 10 | 11 | 26 | 40 | -14 | 28    |
| 12    | Deportes Iquique     | 30 | 6  | 14 | 10 | 32 | 38 | -6  | 26    |
| 13    | Fernández Vial       | 30 | 5  | 13 | 12 | 31 | 44 | -13 | 23    |
| 14    | Unión San Felipe     | 30 | 7  | 9  | 14 | 43 | 61 | -18 | 23    |
| 15    | Rangers              | 30 | 7  | 7  | 16 | 34 | 48 | -14 | 21    |
| 16    | Valdivia             | 30 | 3  | 9  | 18 | 21 | 65 | -44 | 15    |

|  | Mästare och kvalificerade till Copa Libertadores 1990. |
|  | Kvalificerade till Liguilla Pre-Libertadores.          |
|  | Till nedflyttningskval.                                |
|  | Nedflyttade till Segunda División.                     |

| Primera División Vinnare av Primera División 1989 |
| ------------------------------------------------- |
| Chile                                             |
| Colo-Colo 16:e titeln                             |

## Nedflyttningskval
| Plac. | Lag                | S | V | O | F | GM | IM | MSK | Poäng |
| ----- | ------------------ | - | - | - | - | -- | -- | --- | ----- |
| 1     | Santiago Wanderers | 2 | 1 | 1 | 0 | 7  | 4  | +3  | 3     |
| 2     | Unión San Felipe   | 2 | 1 | 1 | 0 | 4  | 3  | +1  | 3     |
| 3     | Magallanes         | 2 | 0 | 0 | 2 | 3  | 7  | -4  | 0     |